# دشیشکا
دشیشکا (به صربی: Dešiška) یک منطقهٔ مسکونی در صربستان است که در کورشوملیا واقع شده‌است. دشیشکا ۳۸ نفر جمعیت دارد.